# Kom Ombo
Kom Ombo (in arabo egiziano كوم أمبو Kōm Ὀmbō) è una piccola cittadina dell'Egitto posta sulla riva orientale del Nilo. Si trova a circa quaranta chilometri a nord di Assuan, nei pressi di una vasta pianura coltivata a canna da zucchero e granturco.

## Descrizione
Dagli Egizi era chiamata Nubyt e compresa nel I nomo dell'Alto Egitto divenendo provincia autonoma solo a partire dalla XVIII dinastia. Situata sulla carovaniera per le miniere della Nubia e del Sudan, divenne successivamente centro di addestramento degli elefanti dell'esercito imperiale romano.
Nei pressi della città moderna si trovano notevoli resti archeologici, fra cui in particolare il tempio dedicato alle due divinità di Sobek e Haroeris, una delle manifestazioni solari di Horo il Vecchio. Costruito strategicamente su di una collinetta, in arabo كوم kōm, è poco distante dal fiume ma dal quale si gode un bel panorama sia sull'ansa del Nilo sia sull'isola di El-Mansuriyah.
In realtà il tempio fu ricostruito, sui resti di un antico luogo di culto edificato da Thutmose III, in epoca tolemaica, tra i regni di Tolomeo VI e XIII e reca tra i decori anche i nomi, in geroglifico, di alcuni imperatori romani nonché resti di sarcofagi con iscrizioni in caratteri greci.
Il tempio ospita numerose iscrizione riguardanti la medicina con gli strumenti anticamente usati per praticarla mentre secondo alcuni egittologi, tra i quali Ghalioungui, sono oggetti votivi e sacri attrezzi usati dai sacerdoti durante le cerimonie.
Oggi la cittadina è diventata un piccolo polo industriale con numerosi zuccherifici e servizi alla popolazione. Il maggior impulso all'incremento di mano d'opera venne dato dalla costruzione della diga di Assuan che costrinse i residenti Nubiani a lasciare dolorosamente i propri villaggi e le proprie terre che sarebbero finiti entrambi sotto le acque del lago artificiale. Essi migrarono in gran numero verso Kom Ombo e il bacino del suo uadi accolse la nuova popolazione mentre i villaggi risorgevano con gli antichi nomi "all'ombra" del dio Sobek e del suo tempio.

## Galleria d'immagini

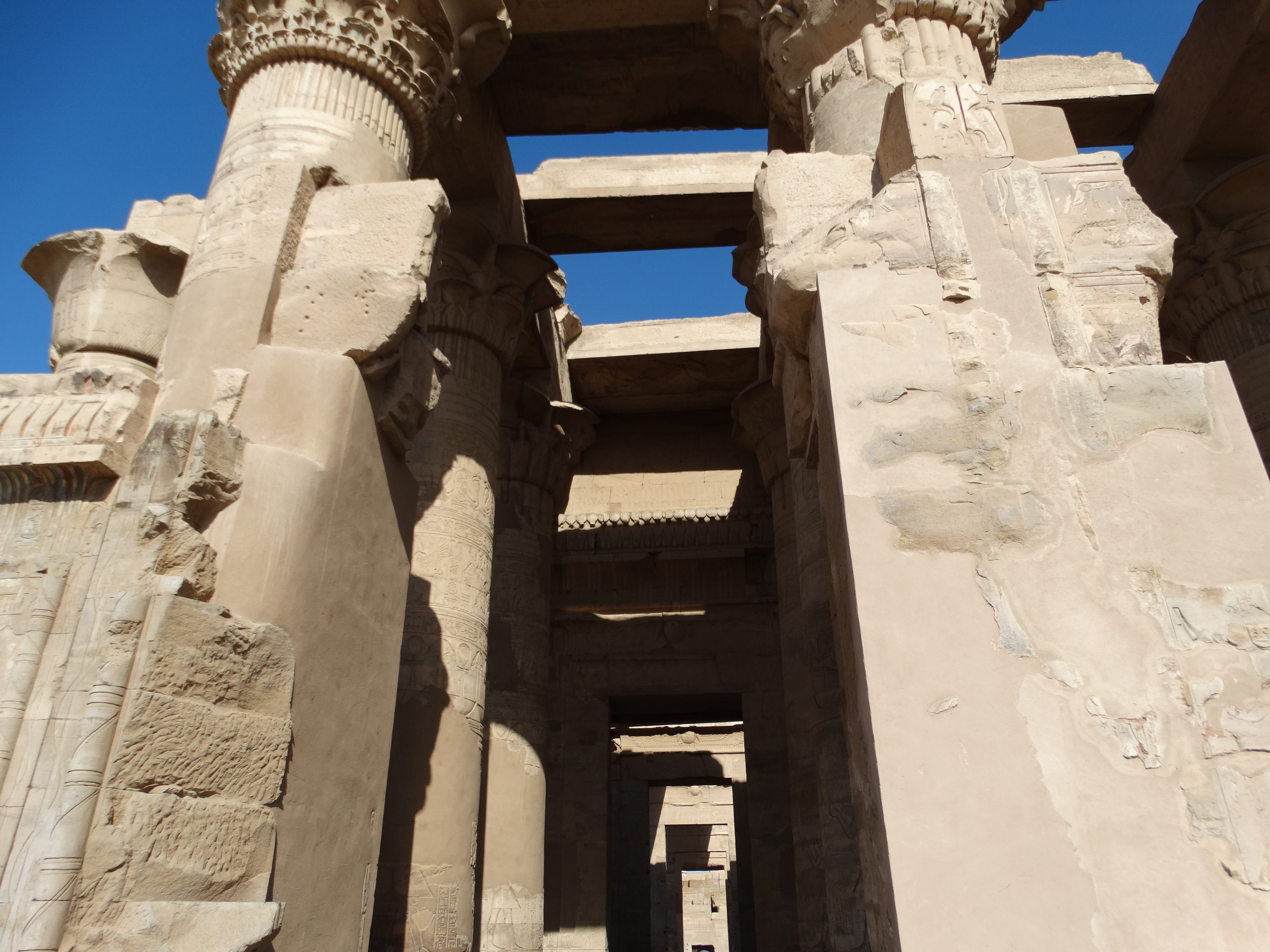
Vista generale delle rovine
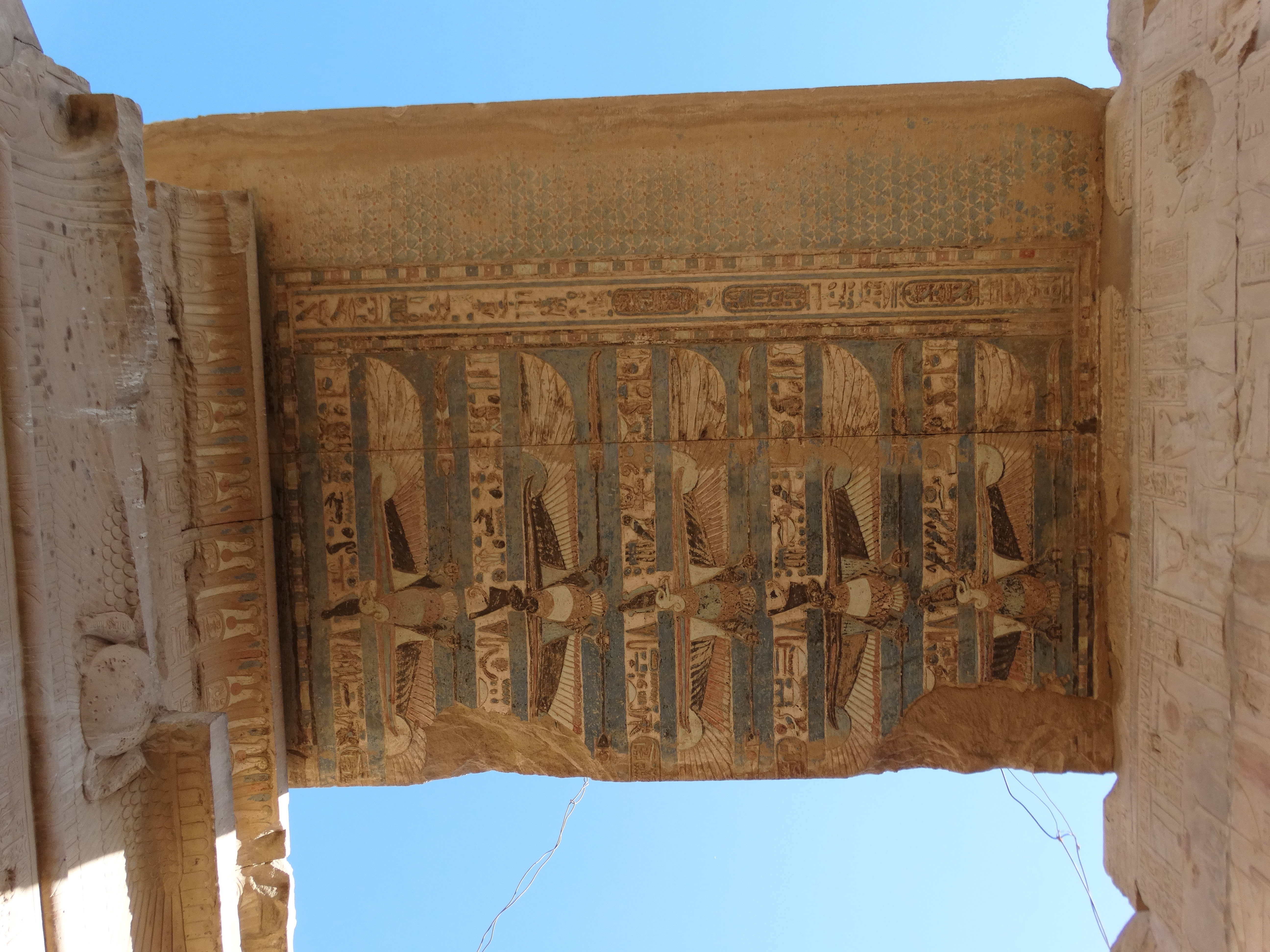
Particolare di un soffitto con bassorilievo ben conservato
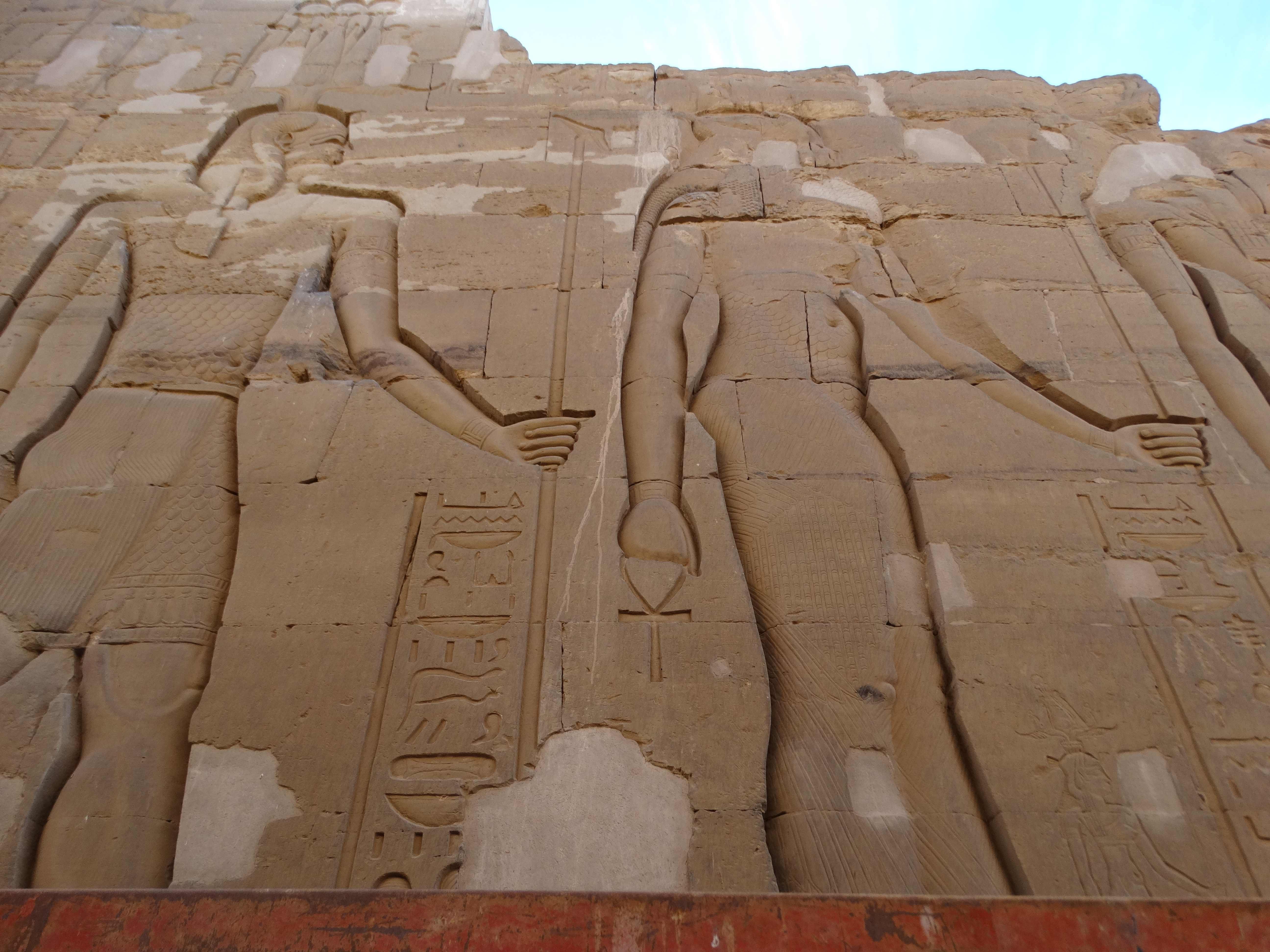
Bassorilievo gigante su pilone
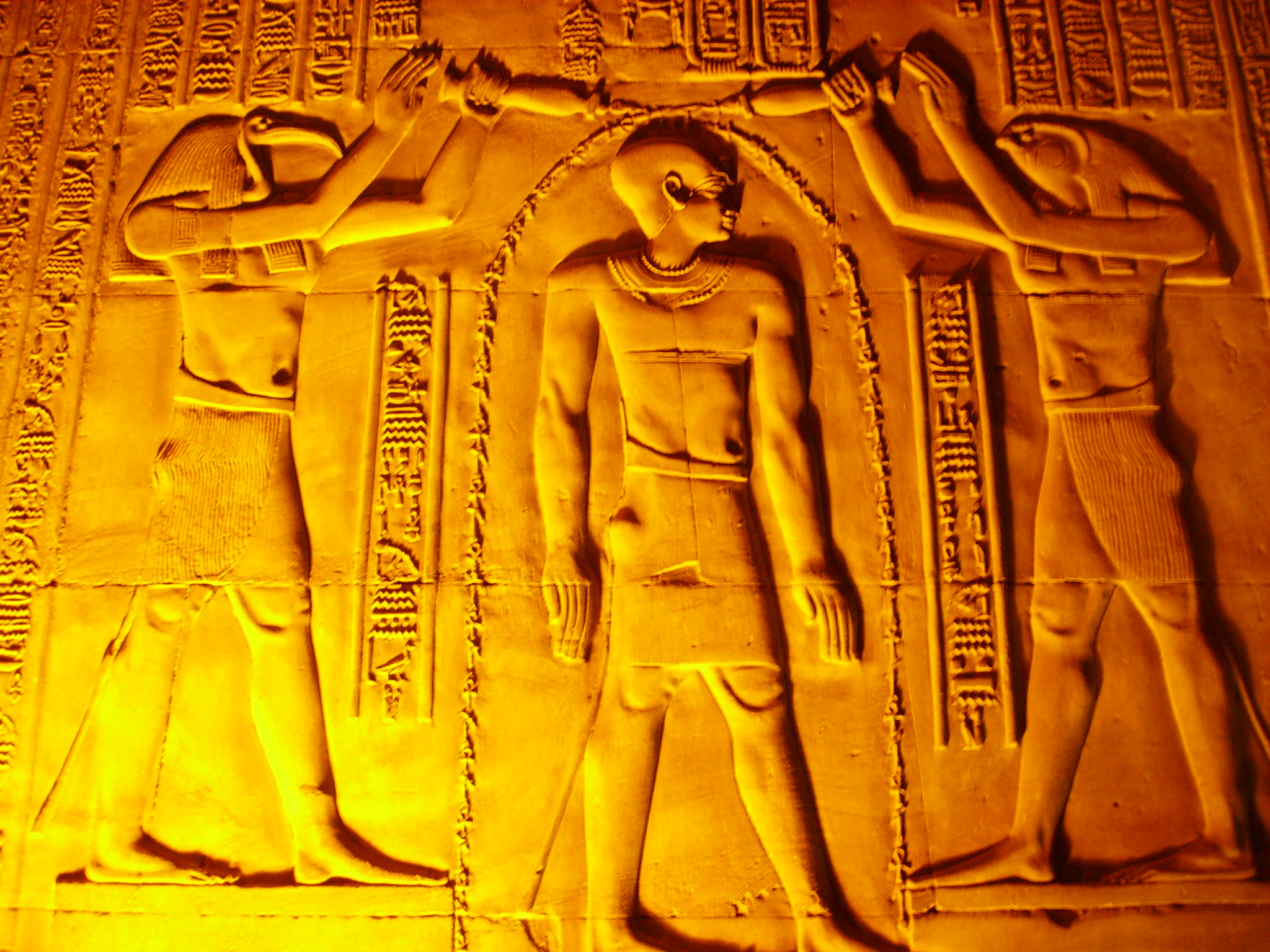
Lui e Horus. Rilievo tolemaico a Kom Ombo
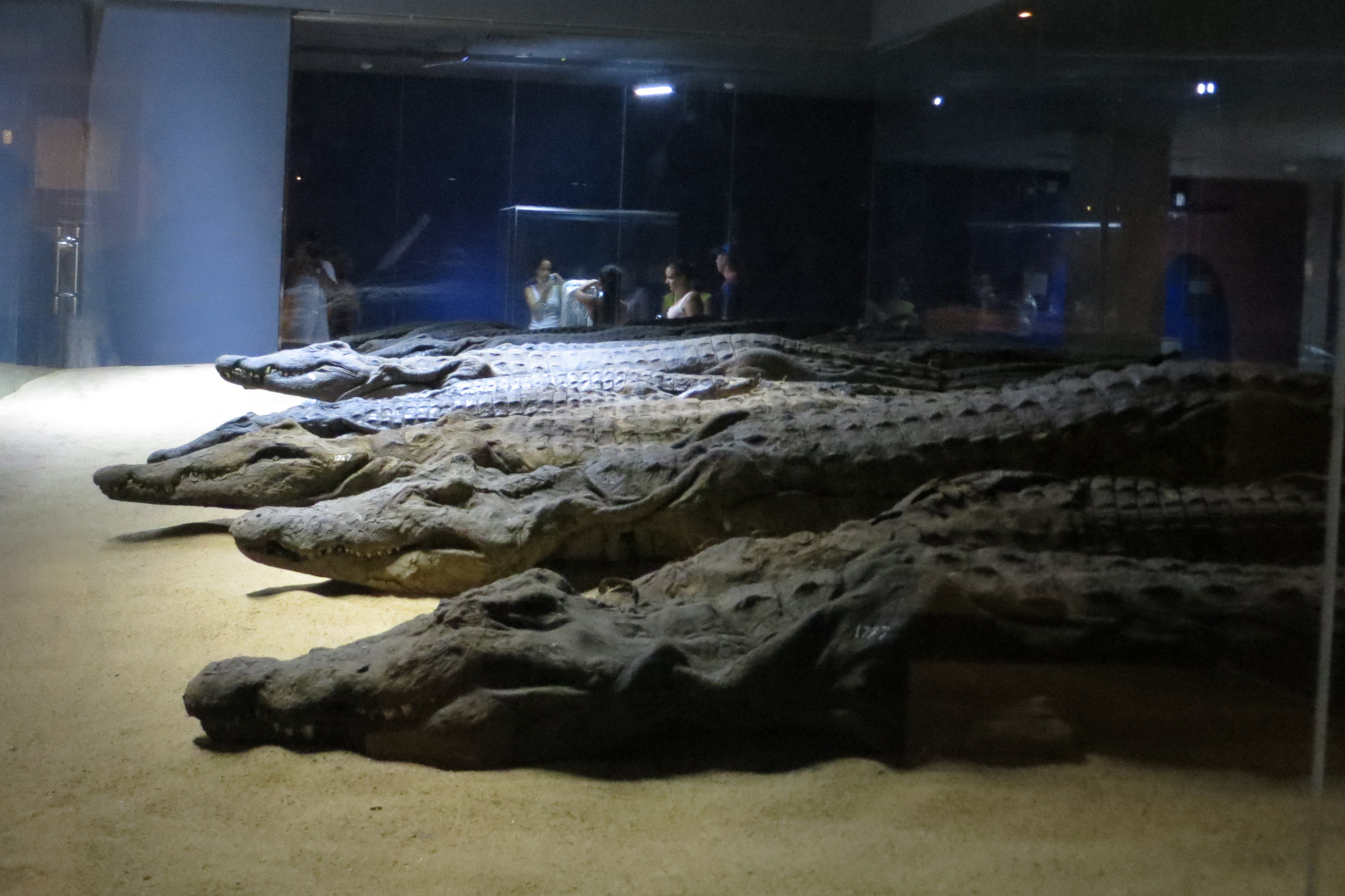
Mummie di coccodrilli al Museo di Kom Ombo
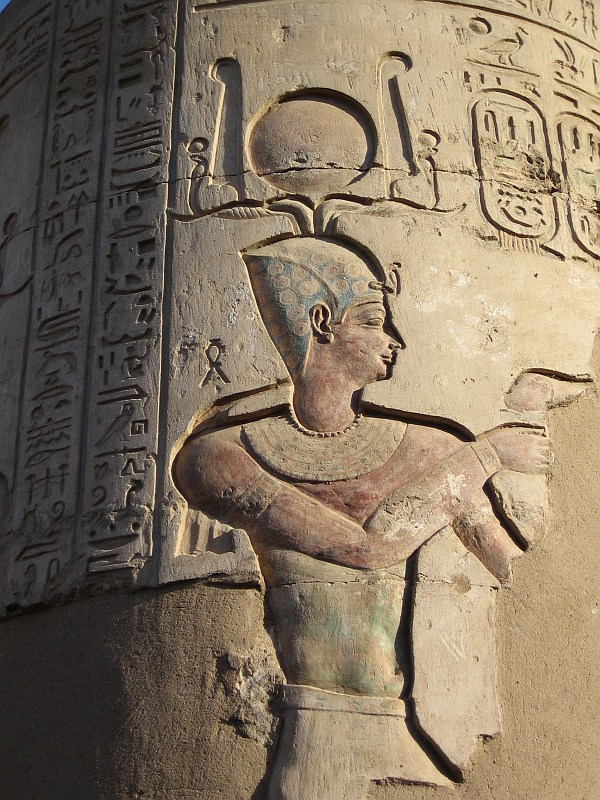
Rilievo nel tempio di Kom Ombo